# Yvonne Lambert
Yvonne Lambert (Roux, 13 april 1905 - Marcinelle, 11 juni 2007) was een Belgisch volksvertegenwoordiger.

## Levensloop
Yvonne Lambert werd secretaresse van een ziekenfonds. Ze was leidinggevend bij de Socialistische Vooruitziende Vrouwen. Ze was actief in het tot stand komen van vakantiecentra voor de jeugd, voornamelijk aan de Belgische kust en in de Ardennen.
Ze werd gemeenteraadslid van Jumet en van 1954 tot 1965 was ze socialistisch volksvertegenwoordiger voor het arrondissement Charleroi.